# Polen i olympiska vinterspelen 1980
Polen deltog med 30 deltagare vid de olympiska vinterspelen 1980 i Lake Placid. Ingen av landets deltagare erövrade någon medalj.